# Bouloc-en-Quercy
Bouloc-en-Quercy (früher: Bouloc) ist eine französische Gemeinde im Département Tarn-et-Garonne in der Region Okzitanien (vor 2016 Midi-Pyrénées). Sie gehört zum Arrondissement Castelsarrasin und zum Kanton Pays de Serres Sud-Quercy (bis 2015 Lauzerte). 

## Name
Die Änderung des Namens von Bouloc auf Bouloc-en-Quercy erfolgte mit Dekret 2017-149 vom 7. Februar 2017.

## Lage
Nachbargemeinden sind Montcuq-en-Quercy-Blanc im Norden, Sainte-Juliette im Osten, Lauzerte im Südwesten und Belvèze im Nordwesten.

## Bevölkerungsentwicklung
| Jahr      | 1962 | 1968 | 1975 | 1982 | 1990 | 1999 | 2004 | 2009 | 2015 |
| --------- | ---- | ---- | ---- | ---- | ---- | ---- | ---- | ---- | ---- |
| Einwohner | 220  | 220  | 198  | 190  | 200  | 210  | 210  | 229  | 192  |